# مسجد الكوثر
مسجد الكوثر  هو مسجد يقع في مدينة تاواو بولاية صباح، ماليزيا.

## التاريخ
بني المسجد عام 1997 واكتمل بناؤه عام 2002، وهو أكبر مسجد في ولاية صباح، حيث يتسع لـ 16.000 إلى 17.000 شخص.
افتُتح المسجد رسميًا في عام 2004، بإدارة حاكم يانغ دي بيرتوان في ذلك الوقت.